# Omar Pkhak'adze
Omar Pkhak'adze (in georgiano ომარ ფხაკაძე?, in russo Омар Лонгинозович Пхакадзе?, Omar Longinozovič Pchakadze; Kutaisi, 8 dicembre 1944 – Tbilisi, 21 maggio 1993) è stato un pistard sovietico, cittadino georgiano dal 1991.

## Carriera
Specialista nella velocità, gareggiò per l'Unione Sovietica alle Olimpiadi del 1964 fermandosi al secondo turno. Nel 1965 divenne il primo velocista sovietico a vincere un titolo mondiale, battendo in semifinale il fortissimo francese Daniel Morelon e, in finale, l'italiano Giordano Turrini. Conquistò la medaglia di bronzo dietro a Morelon e all'altro francese Trentin ai mondiali del 1966. 
Pkhak'adze ha partecipato anche alle Olimpiadi del 1968, classificandosi quarto dopo aver ceduto in semifinale a Morelon e nella "finalina" a Trentin. Ai mondiali del 1969 perse in finale ancora da Morelon, conquistando la medaglia d'argento. Infine, alle Olimpiadi del 1972 si è classificato al terzo posto, vincendo la prima medaglia (di bronzo) olimpica sovietica nello sprint ciclistico. 
Durante la sua carriera ha vinto 10 titoli nazionali: nel 1963, 1964 e 1966-1973.

## Palmarès

### Olimpiadi
- 1 medaglia:
  - 1 bronzo (Monaco di Baviera 1972 nella velocità individuale)